# Issey Nakajima-Farran
Issey Morgan Nakajima-Farran (Calgary, 16 maggio 1984) è un ex calciatore canadese con passaporto britannico e giapponese, di ruolo attaccante.

## Palmarès

### Club

#### Competizioni nazionali
- 1. Division: 2

Vejle: 2005-2006
Horsens: 2009-2010
- Campionato australiano: 1

Brisbane Roar: 2011-2012